# Castelsaraceno
Castelsaraceno är en ort och kommun i provinsen Potenza i regionen Basilicata i Italien. Kommunen hade 1 349 invånare (2017).